# 칠레치코
칠레치코(스페인어: Chile Chico)는 칠레 아이센델헤네랄카를로스이바녜스델캄포 주 헤네랄카레라 현의 코무나이다.